# Edward Nożycoręki
Edward Nożycoręki lub Edward Scyzoryk – amerykański film fabularny w reżyserii Tima Burtona z 1990 roku.
Film otrzymał nagrodę Hugo w kategorii najlepsza prezentacja dramatyczna w 1991 roku.

## Obsada
- Johnny Depp – Edward Nożycoręki
- Winona Ryder – Kim Boggs
- Dianne Wiest – Peg Boggs
- Anthony Michael Hall – Jim
- Kathy Baker – Joyce Monroe
- Conchata Ferrell – Helen
- O-Lan Jones – Esmeralda
- Vincent Price – wynalazca
- Alan Arkin – Bill Boggs
- Robert Oliveri – Kevin Boggs
- Brett Rice – reporter

## Opis fabuły
Akwizytorka firmy Avon, Peg Boggs (Dianne Wiest), nie zdoławszy wiele zarobić w swoim rejonie, udaje się do ponurego zamczyska na wzgórzu, gdzie spotyka Edwarda (Johnny Depp). Edward to android, największe dzieło niedocenianego za życia wynalazcy (Vincent Price) mieszkającego kiedyś w zamku. Nagła śmierć przerwała wynalazcy pracę, w związku z czym Edward pozostał z ostrymi jak brzytwa nożycami zamiast dłoni. Pani Boggs zabiera Edwarda do swego domu, gdzie zaczyna się on powoli przystosowywać do życia w małomiasteczkowej społeczności. Zakochuje się w Kim Boggs (Winona Ryder), która na początku go nie cierpi, ale stopniowo zaczyna odwzajemniać jego uczucie, podczas gdy mieszkańcy miasteczka uprzedzają się do niego coraz bardziej, ze względu na jego niebezpieczne dla innych upośledzenie.